# Aston Martin DBS Volante
De Aston Martin DBS Volante is de cabriolet-versie van de DBS. De auto werd voor het eerst getoond op de Autosalon van Genève in maart 2009. De auto werd later ook getoond op de AutoRAI. De motor is dezelfde als die uit de coupé, een zesliter V12. Het dak gaat in veertien seconden open bij snelheden lager dan 48 km/h. Evenals de coupe, wordt de Volante standaard aangeboden met koolstof keramische remmen. De motorkap, voorschermen en kofferdeksel zijn vervaardigd van koolstofvezel om het gewicht te reduceren.
De DBS Volante is de zestiende cabriolet van Aston Martin.